# Tranvía de Gaziantep
El tranvía de Gaziantep es la red de tranvías de la ciudad de Gaziantep, Turquía. Puesta en servicio en 2011, cuenta con una única línea. Los vehículos provienen del tranvía de Fráncfort del Meno.